# Edward L. Tixier

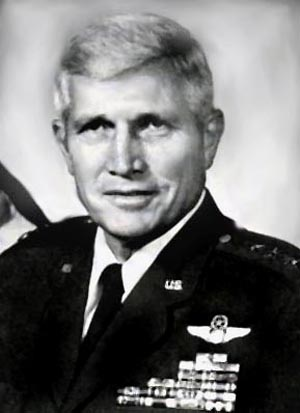
Edward Lewis Tixier

Edward Lewis Tixier (* 7. Juli 1929 in Clayton, New Mexico; † 3. Juni 1999 in Dripping Springs, Texas) war ein Generalleutnant der United States Air Force. Er war unter anderem Kommandeur der United States Forces Japan und der 5. Luftflotte.

## Leben
Edward Tixier war ein Sohn von Edward Henry Tixier (1903–1966) und dessen Frau Dorothy Lewis (1907–2004). Er besuchte die öffentlichen Schulen seiner Heimat und begann ein Studium an der United States Military Academy in West Point, das er aber nicht beendete. Im Jahr 1953 gelangte er über das ROTC-Programm der University of New Mexico in das Offizierskorps des United States Air Force. Dort durchlief er anschließend alle Offiziersränge vom Leutnant bis zum Drei-Sterne-General.
Im Lauf seiner militärischen Karriere absolvierte er verschiedene Kurse und Schulungen. Dazu gehörten unter anderem eine Ausbildung zum Kampfpiloten und weitere Fortbildungskurse als Pilot neuer Flugzeugtypen; das Air Command and Staff College über einen Fernkurs; das Command and General Staff College der United States Army in Fort Leavenworth in Kansas und das Air War College auf der Maxwell Air Force Base in Alabama.
In seinen frühen Jahren als Offizier der Luftwaffe war er an verschiedenen Stützpunkten in den Vereinigten Staaten stationiert. Dabei war er als Pilot, Flugausbilder oder Stabsoffizier bei unterschiedlichen Einheiten tätig. Dazwischen absolvierte er die erwähnten Schulungen. Er gehörte auch als Pilot einer Schwadron der United States Air Force Academy an. Anfang der 1960er Jahre wurde er auf die Naha Air Base auf Okinawa versetzt. Dort war er unter anderem als Pilot eingesetzt.
Ab Juni 1963 gehörte er der Fakultät der University of Arizona in Tucson an. Dort unterrichtete er die im Rahmen des ROTC-Programms studierenden Kadetten im Flugwesen. Gleichzeitig war er deren Führungsoffizier (commandant of cadets). Daran schloss sich sein Studium am U.S. Army Command and General Staff College an, das er im Jahr 1967 abschloss. Anschließend wurde er zur MacDill Air Force Base in Florida versetzt. Dort absolvierte er beim 15. Taktischen Kampfgeschwader (15th Tactical Fighter Wing) eine Weiterbildung auf F-4-Maschinen.
Zwischen Januar und Dezember 1968 war Edward Tixier im Vietnamkrieg eingesetzt. Dort war er Flugkommandeur bei der 557th Tactical Fighter Squadron. Es folgte eine Versetzung zur Davis-Monthan Air Force Base in Arizona. Dort gehörte er der Fakultät der neugeschaffenen Ausbildungsschule für F-4-Maschinen an (F-4 instructor school), die dem Tactical Air Command unterstand. Im November 1969 wurde er zum Hauptquartier des Tactical Air Command auf die Langley Air Force Base in Virginia versetzt. Dort gehörte er einer Studiengruppe für den zukünftigen Bedarf des Commands bis Mitte der 1980er Jahre an.
Zwischen Juli 1970 und Juni 1971 absolvierte Tixier das Air War College. Danach wurde er zum Stab der Joint Chiefs of Staff in Washington, D.C. versetzt. Dort war er in der für den pazifischen Raum zuständigen Unterabteilung der Stabsabteilung J3 für Operationen tätig. Später war er dort dann für den Bereich um Alaska zuständig. Im August 1974 wurde er auf die Elmendorf Air Force Base in Alaska versetzt, wo er zunächst stellvertretender und ab Juli 1975 eigentlicher Kommandeur des 21. Geschwaders (21st Composite Wing) wurde.
Anschließend kehrte er zum Stab der Joint Chiefs of Staff zurück. Dort war er zwischen Mai 1977 und Juli 1978 als executive assistant einer der Berater des Vorsitzenden dieses Gremiums. Es folgte eine Versetzung zur Fort Lee Air Force Station in Virginia. Dort übernahm er das Kommando über die 20. Nordamerikanische Luftverteidigungsregion und die 20. Luftdivision.
Im Mai 1980 wurde Edward Tixier auf die Bergstrom Air Force Base in Texas beordert. Dort wurde er stellvertretender Kommandeur der 12. Luftflotte. Dieses Amt hatte er bis zum September 1981 inne. Dann wurde er nach Kairo in Ägypten versetzt. Dort gehörte er der amerikanisch-ägyptischen Militärkooperation an und war für das amerikanische Sicherheitsprogramm in Ägypten verantwortlich.
Nach seiner Rückkehr war er bis 1984 im Verteidigungsministerium der Vereinigten Staaten in dessen Abteilung für Verteidigungsfragen im Nahen Osten und in Vorderasien tätig (Deputy Assistant Secretary of Defense for Near Eastern and South Asian Affairs). Daran schloss sich eine Versetzung nach Japan an, wo er am 19. Juli 1984 als Nachfolger von Charles L. Donnelly Jr. das Kommando über die United States Forces Japan und der 5. Luftflotte übernahm. Diese Ämter bekleidete er bis zum 22. Januar 1988, als James B. Davis seine Nachfolge antrat. Anschließend schied er aus dem aktiven Militärdienst aus. Im Lauf seiner Zeit als aktiver Pilot absolvierte er über 9000 Flugstunden auf verschiedenen Flugzeugtypen.
Er starb am 3. Juni 1999 in Texas und wurde auf dem Forest Oaks Cemetery in Austin beigesetzt.

## Orden und Auszeichnungen
Edward Tixier erhielt im Lauf seiner militärischen Laufbahn unter anderem folgende Auszeichnungen:
- Defense Distinguished Service Medal
- Defense Superior Service Medal
- Legion of Merit
- Distinguished Flying Cross
- Air Medal
- Air Force Commendation Medal